# رسم الخميس غربي صغير
رسم الخميس غربي صغير قرية سوريّة تتبع إداريّاً لمحافظة حلب منطقة منبج ناحية خفسة، بلغ تعداد سكانها (1,439) نسمة حسب التعداد السكاني لعام 2004.